# Moray Grant
David Robert Moray Grant (* 13. November 1917 in Forres, Schottland, Vereinigtes Königreich; † 17. September 1977 in Chalfont St Peter, Vereinigtes Königreich) war ein britischer Kameramann.

## Leben und Wirken
Grant stieß als Kameraassistent 1936 zum Film und wurde inmitten des Zweiten Weltkriegs von kleineren Produktionsfirmen wie der British National Films als einfacher Kameramann eingesetzt. Grant blieb, obwohl in den ersten Nachkriegsjahren auch als Chefkameramann bei mehreren Billigfilmen beschäftigt, den Großteil seines Berufslebens einfacher Kameramann und fotografierte in dieser Position überwiegend niedrig budgetierte B-Filme. Auch die auf Horrorgeschichten spezialisierte Firma Hammer Films verpflichtete Moray Grant seit Ende der 1950er Jahre, so etwa bei Hetzjagd, Der Kuß des Vampirs, Nächte des Grauens, Das schwarze Reptil, Der Fluch der Mumie, Das grüne Blut der Dämonen und Draculas Rückkehr. Meist arbeitete er dort unter dem Chefkameramann Arthur Grant. Auch für andere Firmen blieb Grant dem Horror- und Science-Fiction-Genre treu und wirkte, erneut als einfacher Kameramann, bei Der Tag, an dem die Erde Feuer fing, Das alte finstere Haus und Roger Cormans Das Grab der Lygeia. Nur wenige Male erhielt Moray Grant Gelegenheit, eigenverantwortlich Filme optisch zu gestalten; so war er als Chefkameramann rund um das Jahr 1970 an vier Horrorfilmen der Hammer-Films beteiligt.

## Filmografie
- 1946: The Trojan Brothers
- 1948: The Three Weird Sisters
- 1948: Counterblast
- 1949: The Jack of Diamonds
- 1951: The Dark Light
- 1951: Night Was Our Friend
- 1952: Vom Täter fehlt jede Spur (Lady in the Fog)
- 1953: Conflict of Wings
- 1961: Der Tag, an dem die Erde Feuer fing (The Day the Earth Caught Fire)
- 1969: Monique
- 1970: Frankensteins Schrecken (The Horror of Frankenstein)
- 1970: Dracula – Nächte des Entsetzens (Scars of Dracula)
- 1970: Gruft der Vampire (The Vampire Lovers)
- 1971: I, Monster
- 1971: Circus der Vampire (Vampire Circus)
- 1972: Love Thy Neighbour
- 1976: The Copter Kids